# Monteros (departement)
Monteros is een departement in de Argentijnse provincie Tucumán. Het departement (Spaans:  departamento) heeft een oppervlakte van 1.169 km² en telt 58.442 inwoners.

## Plaatsen in departement Monteros
- Acheral
- Amberes (Tucumán)
- Capitán Cáceres
- El Cercado
- Los Sosas
- Monteros
- Río Seco
- Santa Lucía
- Santa Rosa y Los Rojo
- Sargento Moya
- Soldado Maldonado
- Teniente Berdina
- Villa Quinteros